# Soranica Ele -ソラニカ エレ-
『Soranica Ele -ソラニカ エレ-』は、2010年6月25日にlightより発売された18禁のパソコンゲーム（アダルトゲーム）ソフトである。

## 制作
本作はlight設立10周年を記念してつくられた。

## あらすじ
海上学園都市・ノアの学生たちには一つの共通点があった。
それは、異能を授ける羽を生み出す刻印を持っていることで、すなわち翼を持っていること。
早坂 司の羽-Apocalypseは、翼を生み出さなかったため、彼は学園で唯一翼をもたなかったが、日常生活に不自由することはなかった。
だが、彼のその日常も、世界の終末によって崩れていった。
果たして、彼とその仲間たちはどのようにして終末と向き合っていくのだろうか。

## 登場人物
早坂 司（はやさか つかさ）
声 - マジック
刻印:Apocalypse
主人公。能力がいまだ未知数であるためコロシアムでのランキングはD。（ただし、元々この位は故障者などに対する一時的措置のため、このようなケースは司が初めてである。）
最初はこのことに対してやる気を失っていたが、現在はのどかに暮らしている。
オーフィリア・U・ディーフェンベーカー
声 - かわしまりの
刻印:Seraph
能力：生命力を用いた能力。
学園の生徒会長にして方舟である金髪碧眼の美少女。努力家で、美貌も学問も努力のたまものである。
ゼノビア・A・A・アクセルロッド
声 - 有栖川みや美
刻印:Lucifer
羽の能力が高い少女。コロシアムで快進撃を続け、オフィーリアを破って13連勝を達成し方舟となった。羽の色はオフィーリアとは対照的に黒い。
早坂 鳴（はやさか なき）
声 - 百瀬ぽこ
刻印:Phoenix
司の従姉妹で、明るい性格の持ち主。
山村 未明（やまむら ほのか）
声 - 近藤弥生
刻印:Cuelebre
真面目だが融通の利かない少女。
カグヤ・ロロット・オミ・ドゥ・ラ・パトリエール
声 - 水霧けいと
刻印:Sylphid
ゼノビアと並ぶ学園の変人で、頭に黒い大きなリボンをしている。勉強は良くできるが、コミュニケーションに難があり国語が壊滅的。
小夜戸 さや（さやど さや）
声 - 西野みく
刻印：Vouivre
平凡な生活を送ってきた少女で、日常のために戦いに臨む。自然物を操る能力を持つ。
相馬 菊哉（そうま きくなり）
声 - ミノベサトル
刻印:Sophia
司に興味を持つ男子生徒。頭は良いが、答えそのものではなく答えを解くことだけに意味を見出しているため、素行は良くない。
あらゆるものを数値化する能力を持ち、それを生かして未来予測を行う事ができるが、世界には揺らぎが存在するため完全な未来予知は不可能である。
支嶋 マキ（しじま マキ）
声 - わかば
刻印-不明
正体不明の少女。学園の制服を着ているが、ネクタイがどの学年とも異なり、生徒名簿にも名前がない。神出鬼没で、時折背景に紛れ込むこともある。
印南 景一郎（いんなん けいいちろう）
声 - いちごみるく
刻印-不明
学園の教師。ガタイのよい体つきに反して家庭的なところがある。

## 用語
刻印
学園に入学できる者だけが持つもの。普段は見えないが、特殊能力を発動させると、胸に刻印が現れ、背中に羽が生える。
海上学園都市アーク
司たちが通い、生活する学園都市。

## スタッフ
- 原画 - 泉まひる
- シナリオ - 津島暁生
- 音楽 - 樋口秀樹

## 主題歌
主題歌「キミノソラ／ボクノソラ」
作詞・作曲 - 樋口秀樹 / 歌 - 凛

## 評価
アダルトゲーム評論家のカズオは、前年に発売された『タペストリー -you will meet yourself-』同様、男性キャラクターの丁寧な描写が物語に厚みを持たせていると評した。